# Francisco Xavier Carro Garrote
Francisco Xavier Carro Garrote (n. el 5 de abril de 1964 en Cedeira, España). Fue diputado por la provincia de La Coruña y senador por designación autonómica por el Parlamento de Galicia. Miembro del Grupo Parlamentario Socialista.
Carro Garrote es Técnico Electrónico Radiocomunicaciones-Navantia-Ferrol, sindicalista de UGT y miembro de la Comisión Ejecutiva del PSdeG-PSOE.

## Actividad Profesional
- Portavoz adjunto de la Comisión de Defensa
- Adscrito de la Comisión de Economía y Hacienda
- Vocal de la Comisión de Trabajo y Asuntos Sociales
- Vocal de la Comisión de Industria, Turismo y Comercio